# Leon Guinto
Leon Guinto sr. (Bacoor, 28 juni 1896 – 10 juli 1962) was een Filipijns politicus. 

## Biografie
Leon Guinto sr. werd geboren op 28 juni in Bacoor in de Filipijnse provincie Cavite. Guinto voltooide zijn bachelor of Arts-opleiding aan het Colegio de San Juan de Letran en werd daarna aangenomen bij het Weather Bureau. In 1916 nam hij ontslag om rechten te gaan studeren aan de Escuela de Derecho. Vier jaar later voltooide hij deze bacheloropleiding en slaagde hij tevens voor het toelatingsexamen van de Filipijnse balie. Na zijn afstuderen werkte hij enige tijd als secretaris voor senaatspresident Manuel Quezon.
In 1922 werd Guinto gekozen in de provinciale raad van Tayabas, het tegenwoordige Quezon. Drie jaar later werd hij namens het 2e kiesdistrict van Tayabas gekozen in het Filipijns Huis van Afgevaardigden. In 1928 werd hij herkozen, maar nog datzelfde jaar werd Guinto gekozen tot gouverneur van Tayabas. Na afloop van zijn periode als gouverneur in 1933 werd hij door Quezon aangesteld als Commissaris voor Openbare Veiligheid. Hij vertrok met een overheidsbeurs naar Europa en de VS. Na terugkeer was Guinto onderminister van binnenlandse zaken tot hij in 1940 werd benoemd tot minister van arbeid. Deze positie bekleedde hij op het moment dat de Japanners de Filipijnen binnenvielen in december 1941. Quezon en een deel van zijn kabinet werden begin 1942 door de Amerikanen naar de Verenigde Staten overgebracht. Guinto bleef echter in Manilla. 
Op 27 januari 1942 werd Guinto als opvolger van Jorge Vargas benoemd tot burgemeester van Manilla. Hij bekleedde deze positie tot 17 juli 1944. Tevens nam hij van 1943 tot 1944 zitting in het het parlement van de door de Japanners gecontroleerde Tweede Filipijnse Republiek. Na de herovering van de Filipijnen door de Amerikanen in 1945, werd Guinto aangeklaagd voor collaboratie. Nadat de Filipijnen op 4 juli 1946 hun onafhankelijkheid hadden verkregen kondigde de Filipijnse president Manuel Roxas een algeheel amnestie af, waardoor Guinto nooit werd vervolgd voor deze aanklacht. 
Nadien was Guinto docent en later decaan van Faculteit Kunsten en Wetenschappen van de Lyceum of the Philippines University. Eind 1955 werd Guinto gekozen tot gouverneur van de provincie Quezon. In 1959 probeerde hij herkozen te worden. Hij verloor deze verkiezingen echter van Claro Robles.
Guinto overleed in 1962 op 66-jarige leeftijd. Hij was getrouwd met Remedios Lizares. Guinto sr. werd begraven op Manila South Cemetary.